# Pitta anerythra
La pita carinegra (Pitta anerythra) es una especie de ave paseriforme de la familia Pittidae propia del archipiélago de las islas Salomón.

## Distribución y hábitat
Es endémica de las islas de Bougainville, Choiseul y Santa Isabel. Su hábitat natural son los bosques húmedos tropicales de tierras bajas. Está amenazada por la pérdida de su hábitat.

## Especies
Se reconocen las siguientes:
- P. a. pallida Rothschild, 1904 - Bougainville
- P. a. nigrifrons Mayr, 1935 - Choiseul
- P. a. anerythra Rothschild, 1901 - Santa Isabel